# Église Saint-Georges-le-Martyr de Truro
Pour les articles homonymes, voir Église Saint-Georges.
L'église Saint-Georges-le-Martyr de Truro (anglais : St George the Martyr's Church), parfois appelée simplement église Saint-Georges (St George's Church), est une église paroissiale anglicane située à Truro, dans le comté de Cornouailles, en Angleterre. Cet édifice style gothique primaire est achevé en 1855 et classé monument de Grade II depuis 1971.

## Historique
Une première église est construite en 1848 par un architecte inconnu, qui pourrait être William White (en). La construction de l'édifice coûte quelque 250 £ (
soit 25 300 $ en 2025), dont 50 £ (
soit 5 000 $ en 2025) sont offertes par le Vicomte Falmouth (en). Cet édifice en bois de style gothique primaire mesure 74 pieds (22,6 m) de long et 20 pieds (6,1 m) de large.  Son toit est surmonté d'un abri à cloches (en) en bois, ainsi que de deux imposantes croix aux extrémités de sa longueur. À l'intérieur, le chœur est décoré de panneaux bleus, éclairé par une fenêtre triple et délimité par un jubé ouvert. Cette église d'une capacité de 300 personnes est ouverte au culte par une grande cérémonie le 23 avril 1848, jour de la Saint-Georges,.
Les plans de l'édifice actuel sont dessinés par le révérend William Haslam. Une procession se tient sur le site de la construction à l'occasion de la pose de la première pierre de l'église le 29 mai 1854. L'édifice est consacré le 5 octobre 1855 par l'évêque d'Exeter Henry Phillpotts. 
L'église est restaurée de 1935 à 1937.

## Architecture

### Plan
Cette église de style gothique primaire suit un plan cruciforme, pour une surface au sol totale de 426 m. Elle possède notamment une nef, un transept et un chœur terminé par une abside. À cause de la présence du clocher-tour à l'ouest de la nef, l'entrée dans l'église se fait par un porche situé côté nord.

### Extérieur
Les parois de l'église sont faites de gravats et pourvues d'éléments en granite ainsi que de lancettes simples ou doubles. Leurs angles sont soutenus par des contreforts. En outre, les façades du transept sont pourvues de pignons chaperonné, ainsi que des lancettes à trois niveaux. Les tois de l'église sont faits d'ardoise de Delabole. Quant à eux, le chœur et l'abside sont surmontés d'un toit polygonal.
L'église est accessible par un porche situé côté nord, qui possède une porte dont l'embrasure est en arc brisé. 
Le clocher-tour à trois étages est soutenue dans ses angles par des contreforts à trois niveaux qui montent jusqu'à mi-hauteur. Chaque étage de la tour est délimité par une ligne horizontale en saillie. L'étage supérieur, qui accueille les cloches, est muni de lancettes doubles à abat-sons. Sur le toit, les angles sont munis de pinacles à crochet qui dépassent largement le parapet à paroi pleine. La tour est accessible en son côté sud par une porte en arc brisé. Elle possède par ailleurs une tourelle octogonale à escalier dans son angle nord-est.

### Intérieur
La haute nef est très lumineuse. Elle accueille des bancs en bois de pin rigide et une chaire à prêcher en pierre ornée de peintures. Le plafond de la nef est orné de motifs d'étoiles dorées sur fond bleu. Il est supporté par des fermes en ciseaux (en) à contreventement. Celles-ci sont soutenues par des demi-piliers qui reposent sur des corbeaux en pierre dans la partie supérieure des murs.
L'abside est délimitée du chœur par un arc triomphal à moulures qui repose sur des impostes moulurées.
L'église possède deux vitraux commémoratifs. L'un est situé à l'extrémité orientale de la façade sud, l'autre sur la façade nord à l'ouest du chœur.
Une statue de saint Georges se trouve dans l'église.

## Orgue
Le premier orgue de l'église Saint-Georges-le-Martyr est restauré en 1892 par Brewer & Co. de Truro.
L'orgue actuel provient de l'église méthodiste de St Columb Major. Il est installé à son emplacement actuel vers 1974. Il est modifié en 1980, avec l'ajout d'une traction électrique.
Voici l'architecture détaillée de cet orgue :
| Pedal C–f1 |              |     |
| 1.         | Bourdon      | 16′ |
| 2.         | Bass Flute   | 8′  |
| 3.         | Octave Flute | 4′  |

| Great C–f3 |                  |       |
| 4.         | Open Diapason    | 8′    |
| 5.         | Lieblich Gedeckt | 8′    |
| 6.         | Principal        | 4′    |
| 7.         | Twelfth          | 22/3′ |
| 8.         | Fifteenth        | 2′    |

| Swell C–f3 |               |    |
| 9.         | Open Diapason | 8′ |
| 10.        | Rohr Flote    | 8′ |
| 11.        | Principal     | 4′ |
| 12.        | Gemshorn      | 2′ |
| 13.        | Mixture       | II |

- Accouplement : Swell/Pedal, Swell/Great, Great/Pedal

## Culte et statut paroissial
Le culte n'est plus célébré en l'église Saint-Georges-le-Martyr. Il était autrefois célébré selon la tradition anglo-catholique.
La paroisse Saint-George de Kenwyn est rattachée au doyenné de Powder et à l'archidaconé de Cornouailles (en), au sein du diocèse de Truro de l'Église d'Angleterre. L'église Saint-Georges-le-Martyr partage son bénéfice avec les églises Saint-Paul et Saint-Jean-l'Évangéliste de Truro.